# Biserica Sfântul Gheorghe - Lozonschi din Iași
Biserica „Sf. Gheorghe” - Lozonschi din Iași este o biserică ortodoxă din municipiul Iași, care a fost construită în anul 1800 de către boierul Iordachi Lozonschi și soția sa, Ecaterina, pe locul unei biserici mai vechi cu același hram. Lăcașul de cult este situat în centrul orașului Iași, pe str. Cloșca nr. 2, în apropierea clădirii Facultății de Teologie Ortodoxă „Dumitru Stăniloae”. Ea are două hramuri: Sfântul Gheorghe (23 aprilie) și „Sf. Ecaterina” (25 noiembrie).
Biserica „Sf. Gheorghe” și „Sf. Ecaterina” Lozonschi din Iași a fost inclusă pe Lista monumentelor istorice din județul Iași din anul 2015, având codul de clasificare cod LMI IS-II-m-B-03807.

## Istoric

### Lăcașul de cult vechi
Biserica actuală a fost zidită pe locul unei biserici de lemn cu hramul „Sf. Gheorghe”, datând din secolul al XVI-lea. Existența ei pe acest loc este atestată de mai multe mărturii scrise, cea mai veche din 18 martie 1615 când popa Mirăuța de la Svetii Gheorghe apare ca martor într-un document.
Nu se cunoaște anul ctitoririi lăcașului de cult. Din documentul sus-menționat unii cercetători au dedus că biserica a fost ctitorită de pârcălabul Gheorghe Kataratos, un grec așezat cu reședința în satul Lozna, de unde i s-a tras porecla de Izlozeanul sau Lozonschi. El este cunoscut în documentele vremii între anii 1580-1612. Era căsătorit cu cneaghina Cârstina, fiind tatăl Elisabetei Movilă, soția domnitorului Ieremia Movilă (1595-1606).
În timpul domniei ginerelui său, Gheorghe Izlozeanul a ajuns pârcălab de Hotin.
Biserica de lemn a fost cunoscută în trecut și sub denumirile de „Biserica Doamnei” (după cum susținea Gheorghe Ghibănescu), „Biserica Domniței” și în sfârșit „Biserica Domniței Mărioara” (conform celor afirmate de Scarlat Pastia într-un articol publicat în Ecoul Moldovei). Plecând de la aceste denumiri, istoricul N.A. Bogdan presupunea că biserica ar putea fi fost ctitorită de Maria de Lozonț, una din Doamnele lui Ștefan cel Mare sau de vreun urmaș ori rudă apropiată de-a ei. Cercetătorul Sorin Iftimi contrazice teoria că acest lăcaș de cult ar fi fost Biserica Doamnei, el explicând această confuzie prin faptul că, o lungă perioadă, Biserica Doamnei (astăzi dispărută) din incinta Curții Domnești a fost singurul lăcaș de cult din Iași cu hramul Sf. Gheorghe, iar unul din preoții care au slujit acolo a fost menționat în documente ca având casa lângă Biserica Lozonschi.
Conform unui document din anul 7215 (1707), citat de preotul Neculai Vereanu, paroh al Bisericii Talpalari, în broșura Istoricul bisericei Sf. Gheorghe pronumit Lozonski (Broș., Iași, 1900), preoții Savin și Vasilie de la Sfeti Gheorghe i-au dat un loc de casă unui anume Vasile de Visterie, ginerele lui Efrim, în schimbul a 3.000 de bucăți de șindrilă și cuie pentru repararea acoperișului putrezit al bisericii. Locul de casă respectiv fusese donat lăcașului de cult de o Isaileasă, lângă ograda Marinuței Pivițoaei.

### Biserica actuală

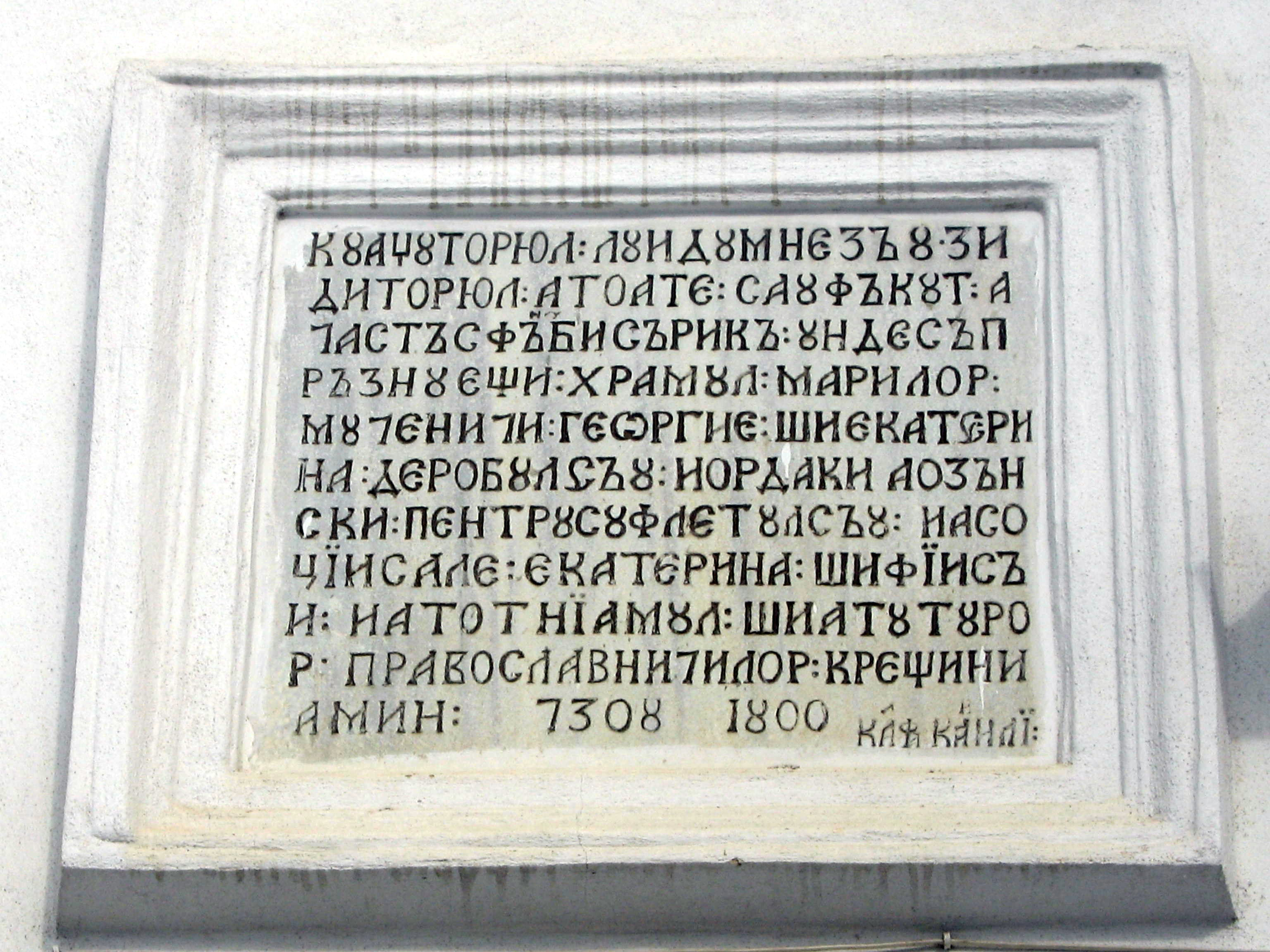
Pisania

La sfârșitul secolului al XVIII-lea, ca urmare a stării deteriorate a bisericii de lemn și poate și din obligații de familie, paharnicul Iordache Lozonschi, descendent al pârcălabului Gheorghe Izlozeanul, a reconstruit lăcașul de cult din piatră. Anul construirii actualei biserici este anul 1800, după cum atestă pisania amplasată pe fațada sudică a edificiului. Cu acest prilej, s-a adăugat și un al doilea hram, cel al Sfintei Ecaterina, după numele soției ctitorului. De atunci, biserica este cunoscută sub denumirea de Biserica „Sf. Gheorghe” - Lozonschi.
În dreapta intrării în biserică se află o pisanie în limba română cu caractere slavone și intr-o semi-scriptio continua, având următorul cuprins: 
KȣАЏYТОРЮΛ:ΛȣИДȣМНЄЗЪȣ:ЗИ 
ДИТОРЮΛ:АТОАТЄ:САȣФЪKȣТ:А
ЧАСТЪСФЪБИСЪРИKЪ: ȣНДЄСЪП
РЪЗНȣЄЩИ:ХРАМȣΛ:МАРИΛОР:
МȣЧЄНИЧИ:ГЄѠРГИЄ:ШИЄKАТЄРИ
НА:ДЄРОБȣΛСЪȣ:ИОРДАKИ ΛОЗЪН
СKИ:ПЄНТРȣСYФΛЄΤȣΛСЪȣ: ИАСО
ЦÏИСАΛЄ:ЄKАТЄРИНА:ШИФÏИСЪ
И: ИАТОТНÏАМȣΛ:ШИАТȣTȣPO
P: ПРАВОСΛАВНИЧИΛΟΡ:KРЄЩИНИ
АМИН: 7308 1800 KAФА KAИΛÏ:
In alfabetul modern:
CUAGIUTORIUL:LUIDUMNEZĂU:ZI
DITORIUL:ATOATE:SAUFĂCUT:A
CEASTĂSFĂBISĂRICĂ: UNDESĂP
RĂZNUEȘTI: HRAMUL:MARILOR:
MUCENICI: GHEORGHIE:ȘIECATERI
NA:DEROBULSĂU:IORDACHI LOZĂN
SCHI:PENTRUSUFLETULSĂU: IASO
ȚIIISALE:ECATERINA:ȘIFIIISĂ
I: IATOTNIIAMUL:ȘIATUTURO
R: PRAVOSLAVNICILOR:CREȘTINI
AMIN: 7308 1800 CAFA CAILII
Textul citindu-se:
Cu agiutoriul lui Dumnezău ziditoriul a toate s-au făcut această sfă(ntă) bisărică unde să prăznuești hramul marilor mucenici Gheorghie și Ecaterina de robul său Iordachi Lozănschi pentru sufletul său (ș)i a soțiii sale, Ecaterina și fiii săi (ș)i a tot niiamul și a tuturor pravoslavnicilor creștini Amin: 7308 1800 Ca(l)fa Ca(n)ilii.
La începutul secolului al XIX-lea i se mai zicea și Biserica „Sf. Gheorghe din Feredee”. De la început a funcționat ca biserică parohială, fiind frecventată de membrii breslei cizmarilor. În secolul al XIX-lea avea ca filială Biserica „Sf. Dumitru” - Balș. Nu a beneficiat de danii importante, susținându-se din veniturile sale proprii. Printre altele, era proprietara moșiei Hănășeni din Basarabia, al cărei venit îl primea prin intermediul Consulatului Rusiei.
În secolul al XIX-lea, în jurul bisericii se afla un cimitir parohial. Înspre sud se întindeau Palatul domnesc al lui Mihail Sturdza, domnitor al Principatului Moldovei în perioada 1834-1849, și grajdurile domnești. Înspre nord erau casele spătarului Ioniță Gheuca, vândute pe la 1756 lui Lupu Balș, care se întindeau până lângă cimitir. Mai la vale era o crâșmă vestită, al cărei proprietar era un oarecare Lupu, poreclit „Fleică”. 
În cartea Pe ulițele Iașului, Vasile Panopol relatează o amintire a magistratului Gheorghe Dimachi potrivit căreia, pe vremuri, mitropolitul Veniamin Costachi (care a păstorit Mitropolia Moldovei în perioada 1803-1842, cu întreruperi) a văzut un popă beat pe când mergea cu caleașca pe ulița lui Lozonski și l-a dojenit aspru. Preotul a jurat atunci că nu va mai bea decât la Sf. Gheorghe și la Sf. Dumitru, dar după câteva zile a fost văzut din nou beat de către mitropolit. Fiind dojenit de înaltul ierarh că și-a călcat jurământul, preotul a spus că el s-a referit că nu va mai bea decât la crâșmele din jurul bisericilor Sf. Gheorghe și Sf. Dumitru.
Biserica a fost radical reparată și îmbunătățită între anii 1895-1898, „din veniturile sale”, după cum atestă o inscripție aflată pe peretele interior sudic al naosului. Cu acel prilej, pe peretele sudic a fost adăugat un pridvor pătrat, pe unde se intră în lăcașul de cult. Tot atunci, zugravul polonez Leon Panasinschi a pictat unele porțiuni din pereții absidelor naosului și ai altarului, ca și cele patru triunghiuri de sub boltă, cu figuri de sfinți și de evangheliști.  Tot atunci, pe peretele sudic al naosului, deasupra stranei arhierești, s-a amplasat o placă neagră cu următoarea inscripție: Acestă sfântă biserică fondată de Losonschi în anul 1810, cu patronii sfântul Gheorghe și sfânta Ecaterina, s'a reparat radical și îmbunătățit din veniturile sale, sub conducerea epitropilor Constantin C. Chiriță, A. Vanghelie și parohii Jon J. Balmez și Sachelarul A. Th. Popovici între anii 1895-1898. Ulterior, bisericii i s-au mai adus îmbunătățiri spre a fi tot timpul în bună stare.
Biserica posedă mai multe obiecte de o deosebită valoare artistică și documentară datând de la începutul secolului al XIX-lea. Dintre acestea sunt de menționat următoarele: un chivot de lemn din 1806, donat de familia Sion , o cruce de argint cu picior din 1812, o candelă de argint din 1816, un disc de argint din 1825. Pe lângă acestea mai are și cărți de cult vechi între care o Evanghelie în limba greacă din 1793, o Evanghelie în limba slavonă în 1803 și zece tipărituri realizate în timpul păstoriei mitropolitului Veniamin Costachi (1803-1842), între care Evanghelia de Neamț din 1821.
Paharnicul Iordache Lozonschi a fost înmormântat în naosul bisericii, pe piatra sa funerară, din marmură albă, fiind trecut anul 1818 ca an al decesului.
În curtea bisericii se află un lumânărar, ctitorit de familia prof. univ. dr. Constantin Marinescu în memoria dr. Gheorghe Călin.

## Arhitectura și iconografia

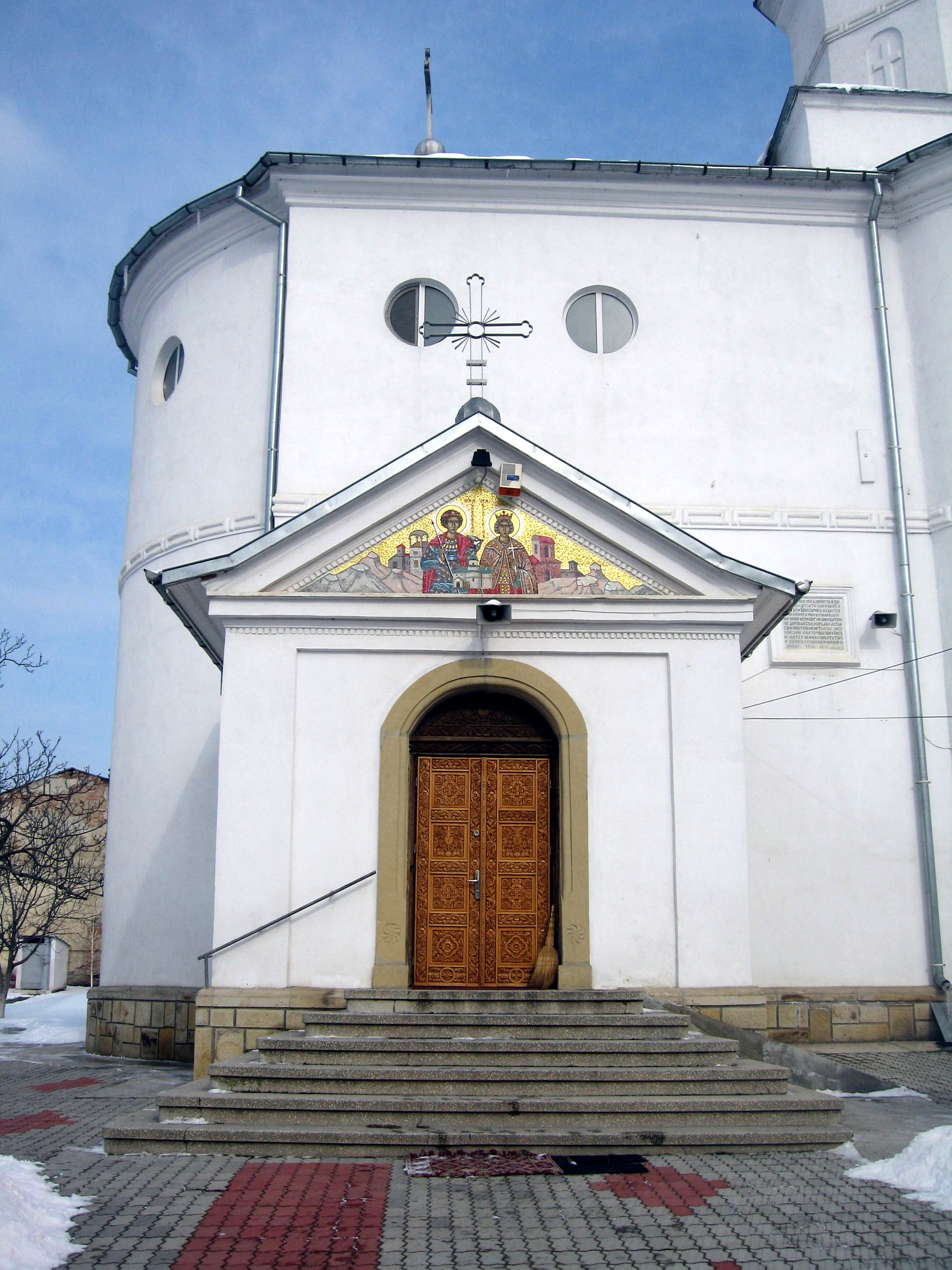
Pridvorul cu fronton triunghiular

Biserica „Sf. Gheorghe” - Lozonschi are un plan treflat, cu absidele laterale și absida altarului de formă semicirculară și cu o turlă octogonală deasupra naosului. O particularitate arhitectonică o constituie fațada de apus semicirculară, ca și absida altarului, ceea ce a fost probabil o influență venită din Armenia, prin Rusia. Ea este construită din piatră, cu ziduri masive, tencuite și văruite.
Edificiul este înconjurat de un brâu simplu, aflat deasupra ferestrelor. Acoperișul bisericii este în două ape, în șarpantă, iar pe absidele laterale și pe capete în formă semicirculară.
În interior, spațiul este compartimentat în patru încăperi: pridvor, pronaos, naos și altar. Intrarea în biserică se face printr-un pridvor pătrat, de dimensiuni reduse, adăugat ulterior pe fațada sudică. La partea superioară a pridvorului se află un fronton triunghiular, de inspirație clasică. În interior, bolta centrală se sprijină, spre răsărit, pe arcada transversală de deasupra catapetesmei, iar spre apus, pe o arcadă joasă. Înălțimea la care se află bolta pronaosului este de jumătate față de înălțimea la care se află bolta pronaosului. Pronaosul are în partea de vest un cafas (spațiu special pentru cor) unde se pătrunde printr-o scară camuflată de o ușă aflată în spatele stranei din marginea sud-vestică. Deasupra cafasului se află clopotnița, care se sprijină pe bolta pronaosului și se află la etaj, sub acoperișul obișnuit, fără să se observe în exterior, ca la cele mai multe biserici. Această încăpere are șapte ferestre, dintre care șase sunt circulare (câte două pe latura sudică, vestică și nordică) și una încheiată în semicerc (în axa contraabsidei). O altă intrare se face printr-o ușă amplasată pe peretele sudic al absidei altarului.
Catapeteasma este din lemn masiv, sculptată cu vrejuri și acante, fiind realizată odată cu biserica de către un zugrav moldovean anonim. În afară de cele patru icoane împărătești, toate icoanele catapetesmei sunt nedemontabile, făcând corp comun cu peretele de sculptură. 
Biserica este parțial pictată în frescă în ulei, în stil neoclasic, de către zugravul polonez Leon Panasinschi. În naos se află cei patru evangheliști în triunghiurile de sub boltă, precum și patru panouri cu portrete de sfinți în mărime naturală în absidele laterale. Alte patru panouri se află pictate în absida altarului.

## Imagini

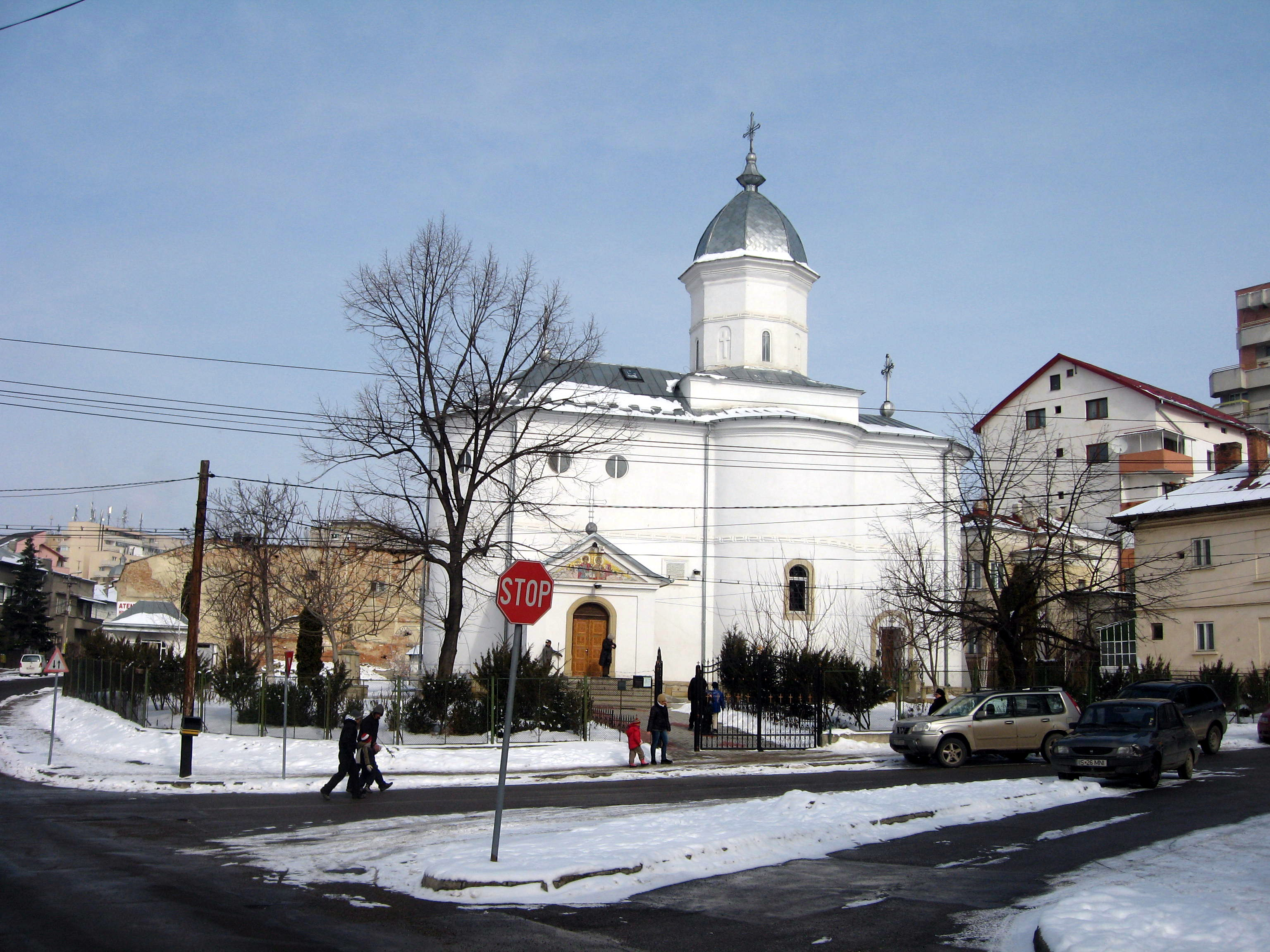
Vedere dinspre sud-vest
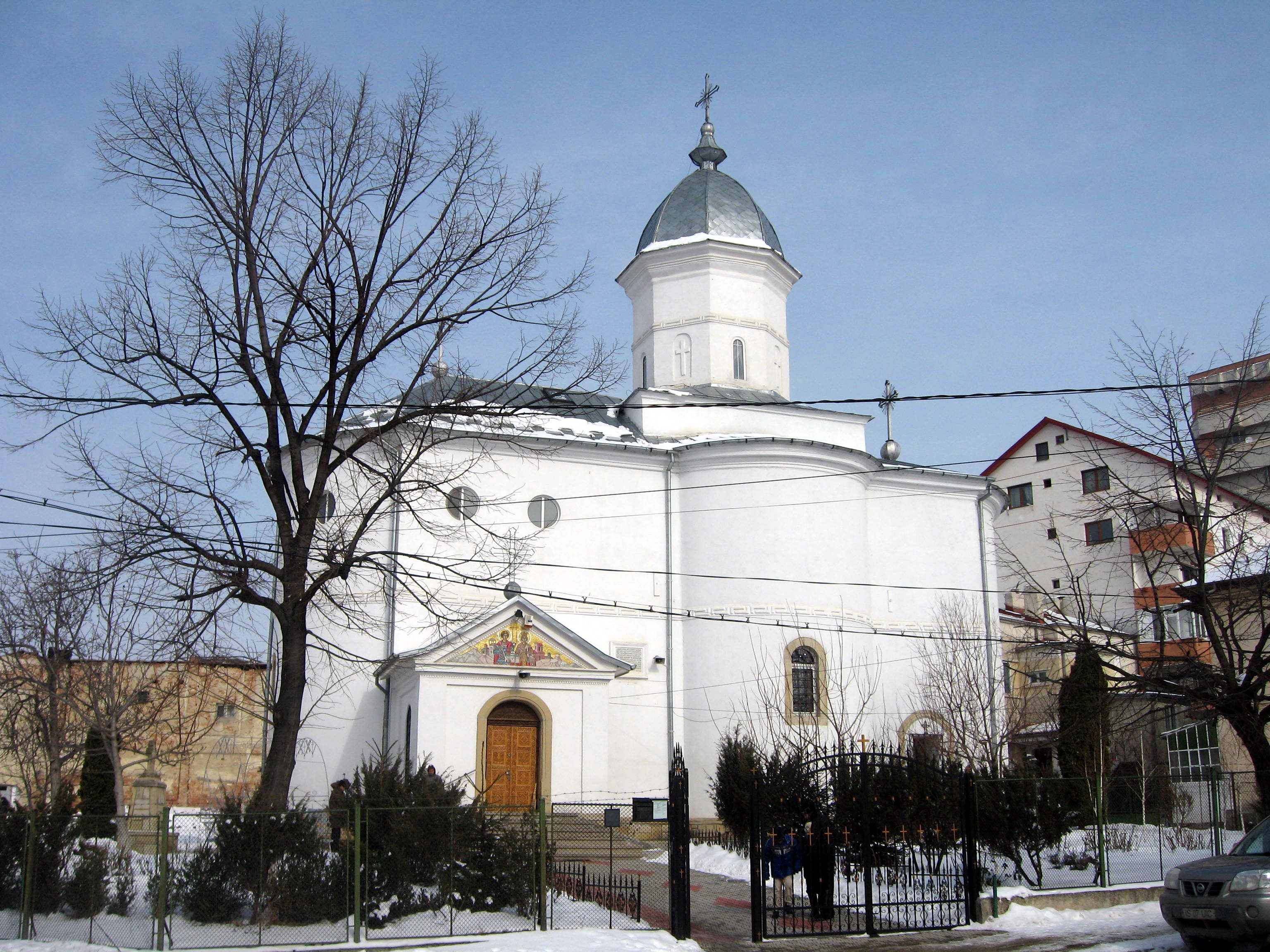
Vedere dinspre sud
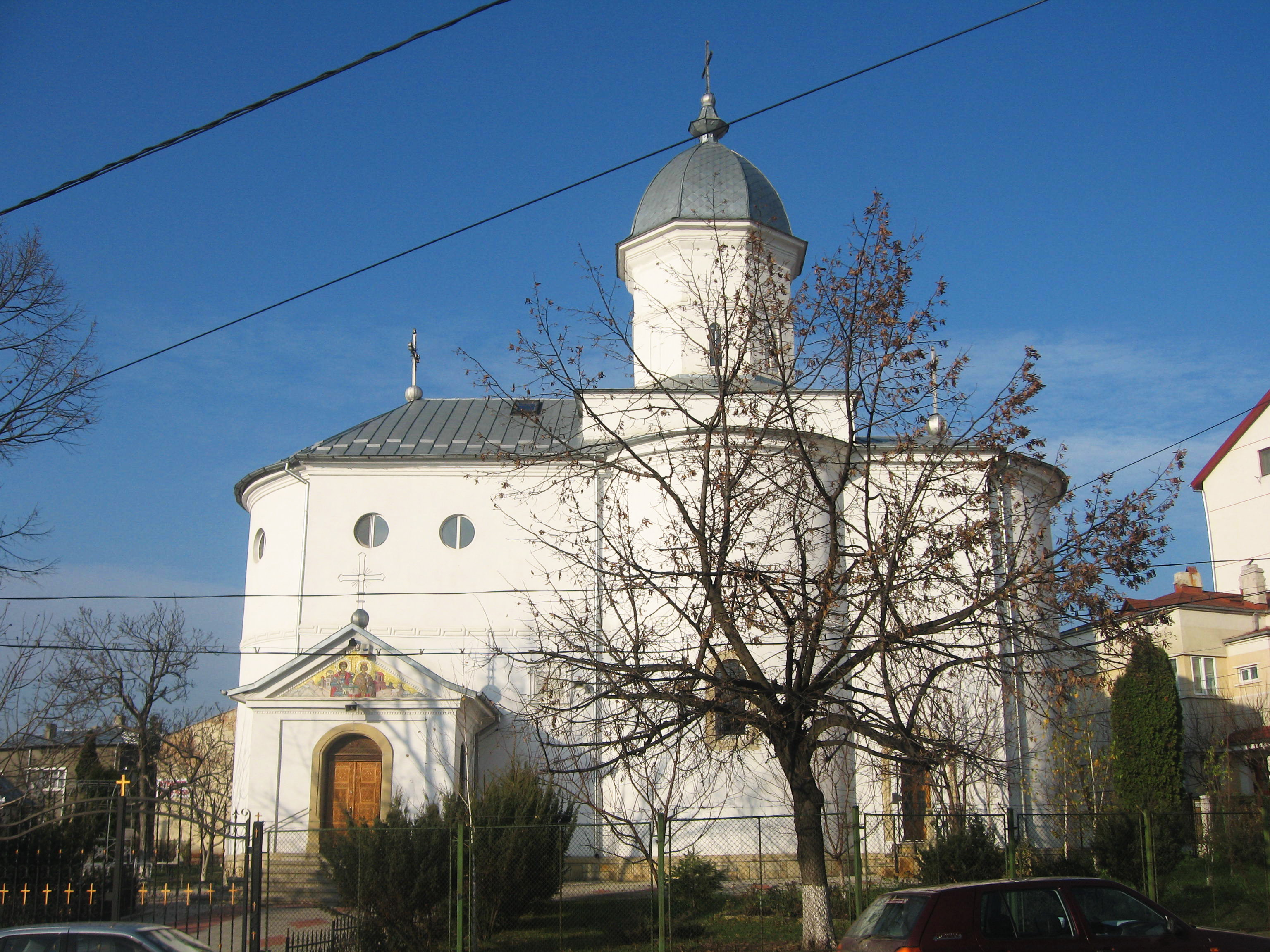
Vedere dinspre sud
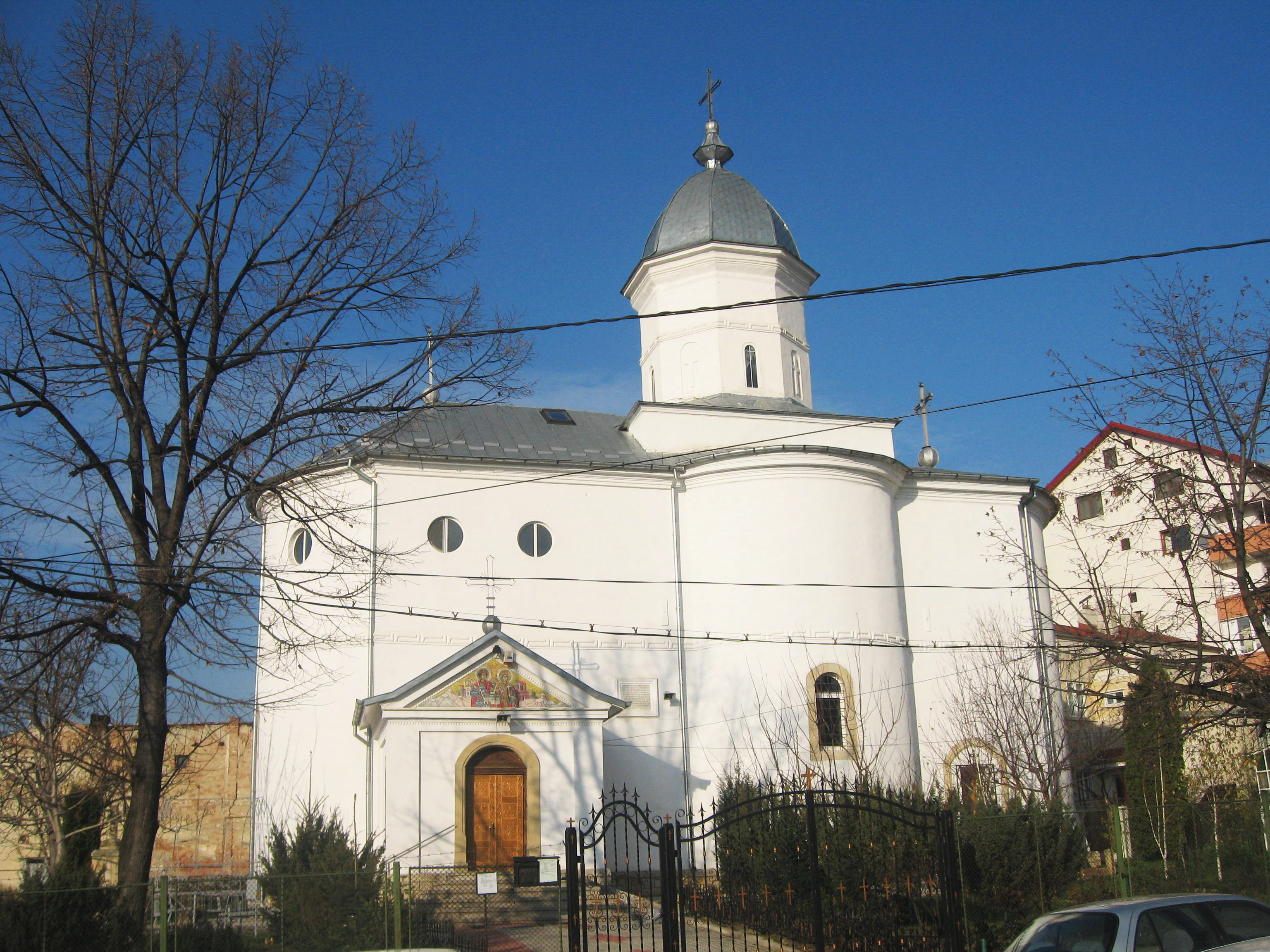
Vedere dinspre sud
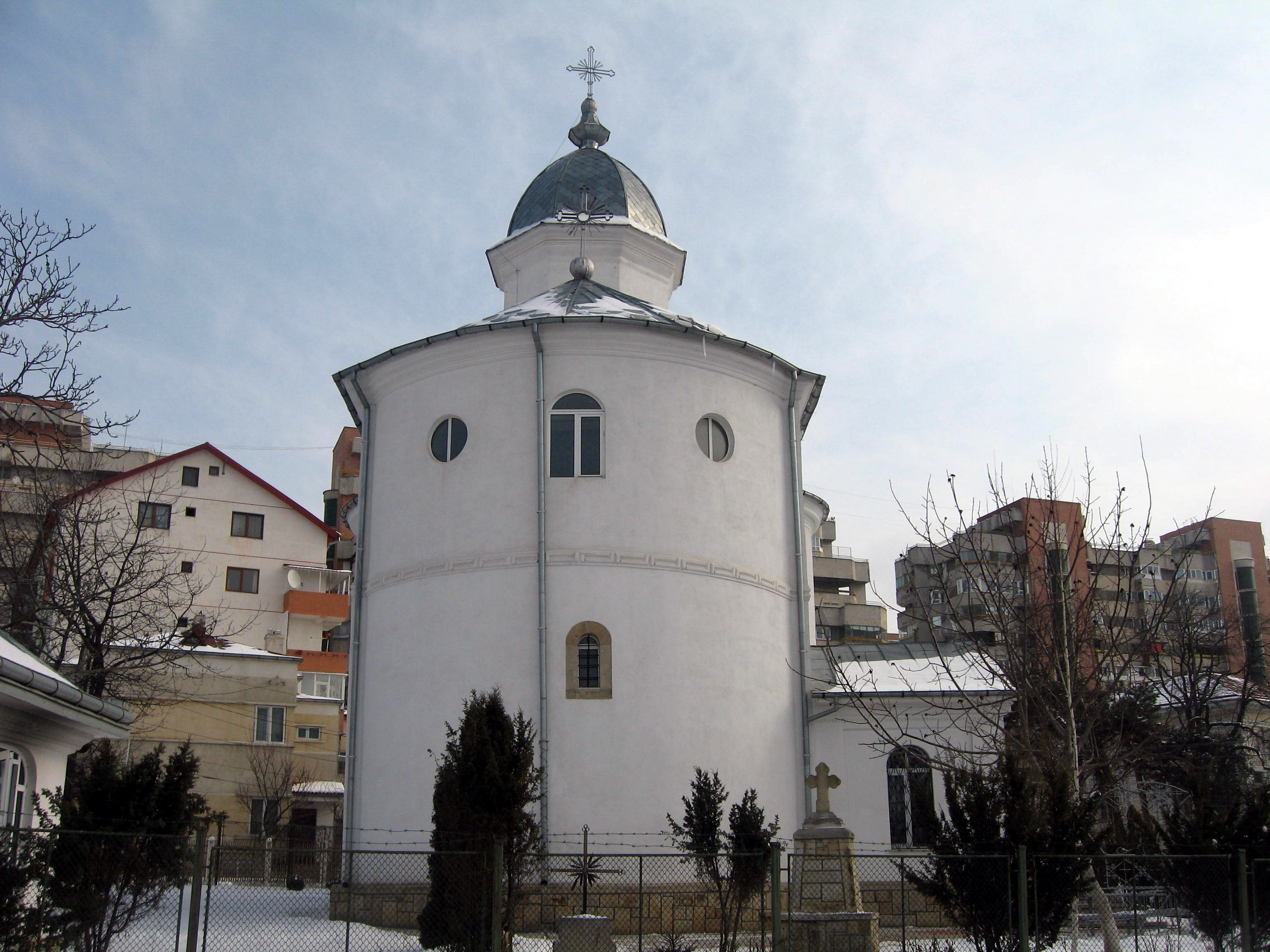
Fațada vestică
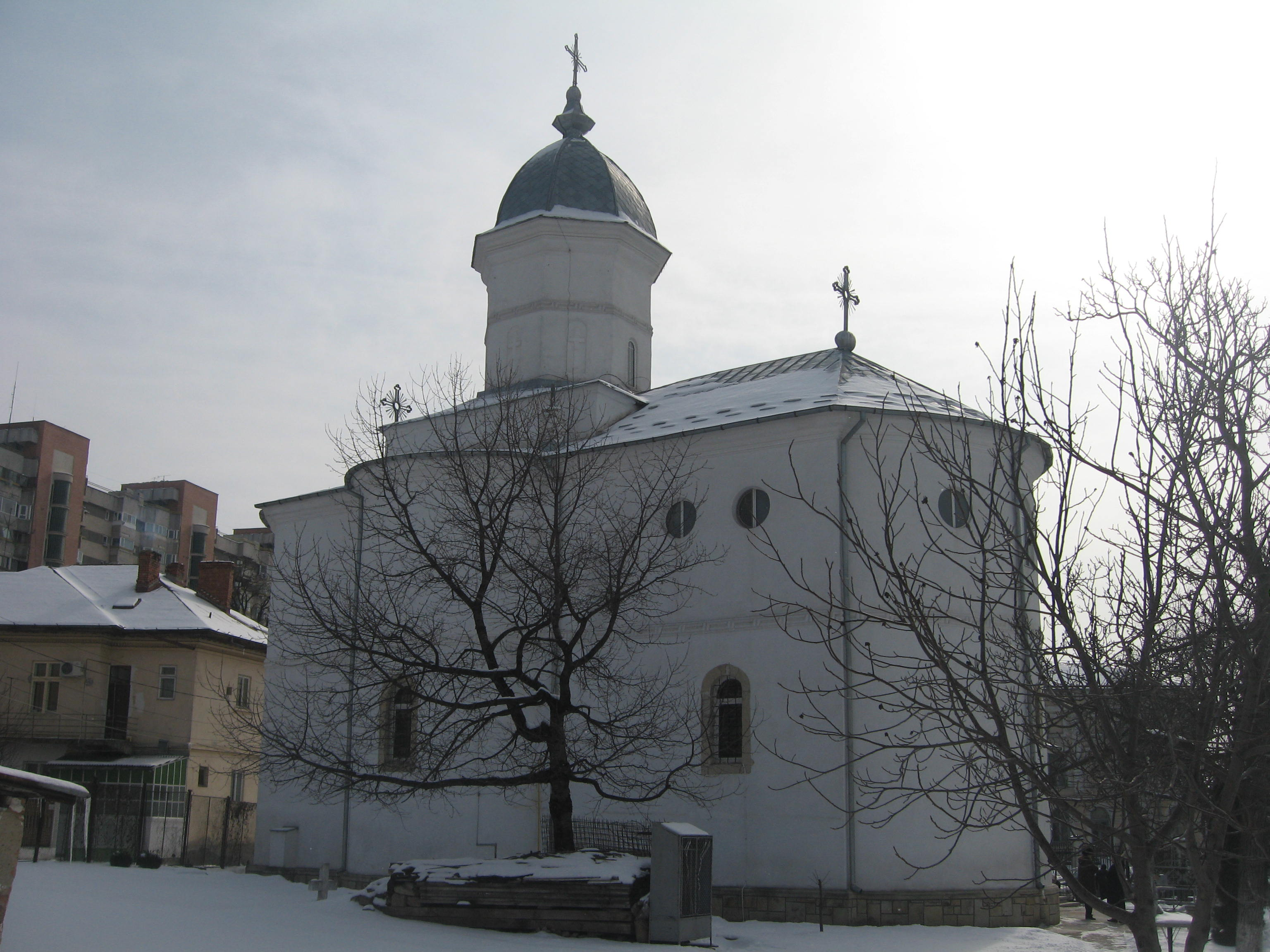
Vedere dinspre nord-vest